# Metasiro americanus
Espèce
Synonymes
- Siro americanus Davis, 1933

Metasiro americanus est une espèce d'opilions cyphophthalmes de la famille des Neogoveidae.

## Distribution
Cette espèce est endémique des États-Unis. Elle se rencontre en Floride dans les comtés de Liberty, de Gadsden et de Jackson et en Géorgie dans les comtés de Grady et de Decatur.

## Description
Les mâles mesurent de 1,8 à 2,0 mm.

## Systématique et taxinomie
Cette espèce a été décrite sous le protonyme Siro americanus par Davis en 1933. Elle est placée dans le genre Parasiro par Hinton en 1938 puis dans le genre Metasiro par Juberthie en 1960.

## Étymologie
Son nom d'espèce lui a été donné en référence au lieu de sa découverte, l'Amérique.

## Publication originale
- Davis, 1933 : « A new opilionid from Florida (Arachnida, Cyphophthalmi). » Journal of the New York Entomological Society, vol. 41, no 1/2, p. 49-53.